# Charles Antoine Delgobe
Charles Antoine Delgobe, född 11 november 1844 i Château-Thierry i departementet Aisne i Frankrike, död 1 januari 1916 vid Kristiania, var en fransk-norsk ingenjör och genealog.
Delgobe tog bergsingenjörsexamen i Paris 1867 och kom 1870 till Norge som direktör for Vigsnes Kobberverk, blev 1877 driftsdirektör och 1879 generaldirektör för de av ett franskt bolag drivna apatitgruvorna i Bamble, Norges då största privata gruvföretag.
Från 1887 var Delgobe bosatt i Kristiania som civilingenjör, översättare och från 1907 belgisk vicekonsul. Han skaffade sig mycket grundliga kunskaper i norsk historia och genealogi samt skapade stora samlingar inom dessa ämnen, vilka omfattade hela Norge. Han utgav Stamtavle over familien Holberg (1884) och skrev en del avhandlingar, men störst betydelse fick han för den genealogiska forskningen genom att outtröttligt bistå andra med sitt vetande. Hans bibliotek och samlingar kom till stiftsarkivet i Kristiania.